# It's a Beautiful Day (canción de The Beach Boys)
«It's a Beautiful Day» es una canción escrita por Mike Love y Al Jardine para la banda de rock estadounidense The Beach Boys. La canción nunca fue editada en un álbum de estudio de la banda, pero si fue lanzada como banda sonora de la película Americathon. Fue editada en sencillo en septiembre de 1979 con "Sumahama" en el lado B. La canción apareció en las compilaciones Ten Years of Harmony y Made in California.